# Charles en Ray Eames

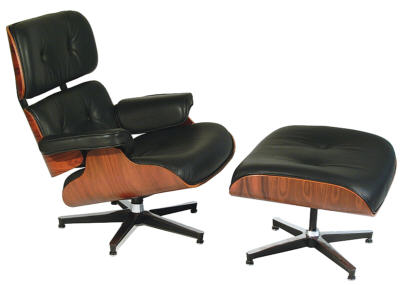
Eames Lounge (670) en Ottoman (671), twee ontwerpen van het duo Eames.

Ray-Bernice Alexandra Kaiser Eames (Sacramento, 15 december 1912 – Los Angeles, 21 augustus 1988) en Charles Ormond Eames Jr. (Saint Louis, 17 juni 1907 – Los Angeles, 21 augustus 1978) waren Amerikaanse ontwerpers. Het duo leverde grote bijdragen aan de moderne architectuur en meubilair. Verder werkte het duo op het gebied van industriële en grafische vormgeving, beeldende kunst en film.